# Şanlıurfa
Şanlıurfa, skrajšano Ourfa ali Urfa (armensko Urhai, kurdsko Riha), mesto v jugovzhodni Turčiji in glavno mesto province Şanlıurfa, nekdanja Edesa.
Mesto leži sredi velike odprte ravnine, približno 80 kilometrov vzhodno od Evfrata. Poletja so izredno vroča in suha, zime vlažne in hladne. Prebivalstvo je večinoma kurdsko s precej veliko arabsko in turško manjšino.

## Etimologija
Mesto je imelo v svoji zgodovini mnogo imen. Armenci so ga imenovali Ուռհա, Urhai, Sirci Urhāy, Kurdi Riha, Arabci الروها, Ar-Ruha, Grki Ορρα, Orra ali  Ορροα, Orroa. Nekaj časa se je imenovalo tudi Kallirroe ali Antiócheia e epí Kalliróes (Αντιόχεια η επί Καλλιρρόης). Med vladavino Bizantincev se je imenovalo Justinopolis. Mesto je najbolj znano kot Εδεσσα, Edessa, kot so ga imenovali Selevkidi.
Turška beseda 'Şanlı' pomeni mogočen, slaven ali veličasten. Mesto Urfo je v Şanlıurfo (Veličastno Urfo) uradno preimenovala Velika turška nacionalna skupščina leta 1984 kot priznanje lokalnemu prebivalstvu za sodelovanje v Turški vojni za neodvisnost. Ime  Şanlıurfa je mesto dobilo šele po več zahtevah prebivalstva, ki je na vsak način želelo vsaj tako zveneče ime, kot ga imata bližnji rivalski mesti 'Gazi' (veteranski) Antep in  'Kahraman' (herojski) Maraş.

## Zgodovina
Şanlıurfa je v pisnih virih prvič omenjena v 4. stoletju pr. n. št.. Obširni dokazi v sosednjih mestih Duru, Harran in Nevali Kori pa kažejo, da je še starejša, verjetno iz 8. stoletja pr. n. št. Urfa je bila eno od mnogih mest v porečju Evfrata in Tigrisa, ki sta bila zibelka cvetoče mezopotamske civilizacije. Po turškem muslimanskem izročilu naj bi bila Urfa svetopisemsko mesto Ur, ker leži v bližini svetopisemske vasi Harran, Iračani pa imajo za Ur mesto v južnem Iraku, tako kot mnogi arheologi in zgodovinarji. 
Urfa je znana tudi po tem, da sta bila tam  rojena Abraham, na katerega spominja lokalna mošeja, in Job.
V Urfi se je zvrstila množica gospodarjev in civilizacij, med njimi Ebli, Akadci, Sumerci, Babilonci, Hetiti, Huriti, Armenci, Mitani, Asirci, Kaldejci, Medijci, Perzijci, Makedonci Aleksandra Velikega, Selevkidi, Aramejci, Osroeni, Rimljani, Sasanidi, Bizantinci in križarji.

### Obdobje Bizantincev
V bizantinskih časih je bila Edesa močno regionalno trgovsko in kulturno središče z mnogimi cerkvami, šolami in samostani.

### Obdobje islama
Islam je prišel v Urfo okrog leta 639, ko je omajadska vojska brez boja osvojila celo pokrajino. Islam se je v Urfi obdržal tudi med vladanjem Ajubidov, Seldžukov in otomanskih Turkov. Po prvi križarski vojni je mesto postalo prestolnica križarske grofije Edese in ostalo njeno središče do leta 1144, ko jo je ponovno osvojil Zengi. Po osvojitvi mesta so Turki večino prebivalcev z latinskim nadškofom vred poklali. 
Pod otomansko oblastjo je Urfa postala središče trgovanja z bombažem, usnjem in nakitom. V mestu so bile tri krščanske skupnosti: sirska, armenska in latinska. Zadnji latinski kristjani so zapustili mesto leta 1924 in odšli v Alep. V Alepu so se naselili v mestni četrti, ki se je kasneje po njih imenovala Hay Al Suryan – Sirska četrt.

### Obdobje križarjev
Glej: Grofija Edesa

### Prva svetovna vojna in obdobje po njej
Leta 1914 je imela Urfa približno 75.000 prebivalcev: 45.000 Turkov, 25.000 Armencev, 5.000 sirskih kristjanov in nekaj Judov. V drugi polovici leta 1915 je postala armenska skupnost resno zaskrbljena glede svoje usode, saj so Turki na severu Turčije začeli Armence izganjati z njihovih posesti. Na začetku leta 1916 so se Armenci v mestu uprli in prevzeli oblast v starem delu mesta. Nekaj tednov so se upirali napadom turške vojske in topniškemu obstreljevanju, potem pa se je začel z uporniki pogajati nemški general baron von der Goltz. Turška vlada je Armencem obljubila, da jih ne bo deportirala, če se bodo vdali in odložili orožje, a se je to kljub vdaji zgodilo in preživeli so samo nekateri. Preganjanje Armencev je bil del načrtnega armenskega genocida.
Po prvi svetovni vojni in porazu Otomanskega cesarstva so si evropske velesile poskušale prisvojiti dele Anatolije. Urfo so najprej okupirali Britanci, za njimi pa Francozi. Britanska okupacija se je začela 7. marca 1919 (uradno 24. marca 1919) in je trajala do 30. oktobra 1919. Naslednji dan so oblast prevzeli Francozi. V mestu je izbruhnil upor, ki je trajal do 11. aprila 1920, ko so uporniki Francoze porazili in jih izgnali. Nova turška vlada v Ankari takrat še ni bila ustanovljena, saj jo je Nacionalna skupščina potrdila šele 23. aprila 1920.
Francoski umik iz Urfe je potekal skladno z dogovorom med okupacijskimi silami in predstavniki lokalnih sil, katerim je poveljeval stotnik Ali Saip Bej, ki je imel vsa pooblastila Ankare. Umik v Sirijo bi moral potekati v miru, vendar so Francoze na prelazu Şebeke iz zased napadale razne paravojaške enote. Francozi so imeli 296 žrtev, Turki pa še več.

## Şanlıurfa danes
V današni Urfi so velike razlike med starimi in novimi deli mesta. Stari del mesta je med najbolj značilnimi in romantičnimi mesti v Turčiji. Stari bazar prebivalci še vedno obiskujejo in na njem kupujejo sadje in zelenjavo, ki jo prodajajo okoliški arabski in kurdski kmetje, oblečeni v tradicionalna oblačila. Hiše so tradicionalne srednjevzhodne hiše, zgrajene okrog osrednjega dvorišča, ki z ulice ni vidno. Ulice so zaprašene in neprevozne za motorna vozila. Vzdušje je izrazito orientalsko, prebivalstvo starega dela mesta pa zelo revno. 
Novi del Urfe, ki je popoln kontrast starega dela mesta, je skupek modernih betonskih blokov z množico urejenih zelenih avenij, modernih restavracij, športnih objektov in drugih zabavišč s klimatskimi napravami.

### Politično življenje
Čeprav je mnogo prebivalcev mesta Kurdov in se kurdščina množično uporablja, je lokalno prebivalstvo večinoma asimilirano v turško skupnost in kurdski nacionalizem v mestu nima velike podpore. V mestu je tudi veliko Turkmenov, večinoma Barakov. 
Urfa je zaradi svojih pretirano čustvenih prebivalcev za Konyo druga največja trdnjava vladajoče stranke Pravičnost in razvoj (2008). Moč islama je delno posledica tega, da živi v Urfi mnogo etničnih Arabcev, ki so bolj privrženi islamu kot Turki in Kurdi in so zato tudi njegovi bolj goreči zagovorniki. Tradicionalna srednjevzhodna gostoljubnost je še vedno prisotna, saj ni nič nenavadnega, če trgovci kupce postrežejo s čajem. Druga srednjevzhodna značilnost so konjske dirke. V Urfi je hipodrom in nekaj žrebčarn.

### Gospodarstvo
Ravnina okrog Urfe in Harrana je vroča in suha. Leta 1990 je Turčija realizirala projekt "Jugovzhodna Anatolija", s katerim je pokrajino oskrbela s stalnimi viri vode. Zanesljivi viri vode so omogočili razcvet poljedelstva in obširno gojenje bombaža. Vzporedno s poljedelstvom se je začela razvijati tudi lahka industrija, zato je nezaposlenosti in revščine manj kot v drugih mestih v vzhodni Turčiji. 

## Turistične zanimivosti
- Podzemska jama na jugu mesta, ki je, po izročilu, Abrahamov rojstni kraj.
- Grad Urfa, zgrajen že v antiki. Obstoječe zidovje je bilo zgrajeno v času Abasidov leta 814.
- Legendarni Ribnik svete ribe (Balikligöl), kjer je Nimrod vrgel Abrahama v ogenj. Ribnik je na vrtu  mošeje Halil-ur-Rahman, ki so jo zgradili Ajubidi leta 1211. Ribnik obdajajo lepo urejeni vrtovi, ki jih je oblikoval arhitekt Merih Karaaslan.
- V kompleksu Balikligöl je tudi mošeja Rizvaniye, zgrajena leta 1716.
- Ayn Zeliha, ribnik, ki je dobil ime po Abrahamovi častilki.
- Velika mošeja Urfe, zgrajena leta 1170 na prostoru nekdanje krščanske cerkve, ki so jo Arabci imenovali "rdeča cerkev" in verjetno vsebuje dele stare rimske zgradbe. V južnem zidu medrese, ki se stoji ob mošeji, je Firuz Bejev vodomet iz leta 1781.
- Ruševine antičnega obzidja.
- Osem turških kopališč iz obdobja Otomanskeha imperija.
- Značilne mestne hiše, ki so razdeljene v družinski del (harem) in del za goste (selam). Hiša pri pošti v mestni četrti Kara Meydan je odprta za javnost.
- Tempelj Nevali Cori, neolitska naselbina približno iz leta 8000 pr. n. št. Naselbina je zaradi Atatürkovega jezu poplavljena, deli naselbine pa so prenešeni na prostor nad vodno gladino.
- Göbekli Tepe, najstarejši znani kamniti tempelj na svetu, zgrajen pred letom 9000 pr. n. št.